# Kommunistka
Kommunistka (en ruso, коммунистка; Mujer Comunista) fue una revista comunista de la Unión Soviética asociada al Jenotdel, fundada por Inessa Armand y Aleksandra Kolontái en 1920.
La revista estaba dirigida especialmente hacia las mujeres de clase más baja, y exploraba la manera de conseguir la emancipación de la mujer, no solo de manera teórica, sino práctica, debido a que la revolución, por sí misma, no resolvería la inequidad y la opresión de las mujeres en la familia y la sociedad. Armand y Kolontái insistían en el bajo porcentaje de mujeres en las esferas públicas –en el partido, en la gestión de empresas, en los soviets, en los sindicatos o en el gobierno– lo que requería un trabajo específico de liberación.
Armand, Kolontái o Krúpskaya abordaron temas como la sexualidad, el aborto, el matrimonio y el divorcio, la relación entre los sexos, el amor libre, la moralidad, la familia, la maternidad o la liberación de las mujeres de la esclavitud de los hombres. Además, la perspectiva de la revista incidía en que la liberación de la mujer estaba igualmente ligada a la emancipación de toda la sociedad comunista.
La revista finalmente desapareció en 1930 junto al propio Jenotdel bajo el mandato estalinista.